# État de Mandi

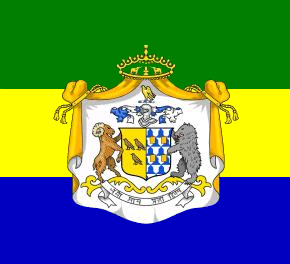
Flag of Princely State of Mandi

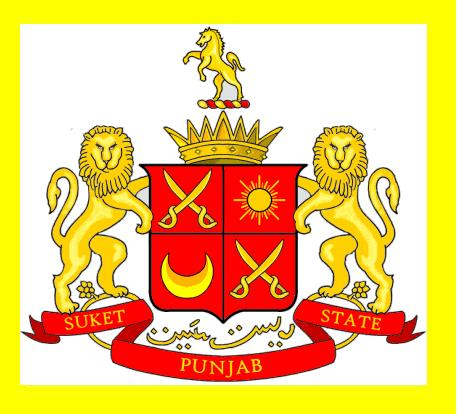
Flag of Princely State of Suket

Mandi était un État princier des Indes, dirigé par des souverains qui portaient le titre de « radjah » et qui subsista jusqu'en 1948, date à laquelle il fut intégré à l'État d'Himachal Pradesh. Il avait pour capitale la ville de Mandi.

## Liste des radjahs de Mandî de 1788 à 1948
- 1788-1826 Ishwari-Sen (1776-1826)
- 1826-1839 Zalim-Sen (+1839)
- 1839-1851 Balbir-Sen (v.1817-1851)
- 1851-1897 Bijay-Sen (1846-1902), abdiqua
- 1897-1912 Bhawani-Sen (1883-1912)
- 1913-1948 Jogindar-Sen (en) (1904-1986)